# حلقة تجريبية
هي حلقة تجريبية من مسلسل تليفزيوني، يراد إنتاجه. هي خطوة مبكرة في عملية تطوير المسلسل التليفزيوني. تقوم الشبكات المنتجة باستخدام هذه الحلقات لاكتشاف ما إذا كانت فكرة المسلسل مقبولة من الناس. وبعد مشاهدة هذه الحلقة تقرر الشبكة ما إذا كانت ستمول الحلقات الباقية. وقد تختلف عناصر المسلسل من الحلقة التجريبية عنها في باقي المسلسل إذا ما دعت الحاجة لذلك. وتدعي مجلة فارييتي أن ما يزيد عن الربع بقليل من الحلقات التجريبية هي التي تنجح في الوصول لمرحلة المسلسل.